# Cedar Mountain (Wyoming)
Der Cedar Mountain (auch Spirit Mountain) ist ein Berg in der Nähe des Buffalo Bill State Parks und des Buffalo Bill Dams im US-amerikanischen Bundesstaat Wyoming. Er ist 2405 Meter hoch.
Der Cedar Mountain befindet sich etwa zwei Kilometer südlich des U.S. Highway 16, die Stadt Cody ist etwa fünf Kilometer entfernt.